# Białość (film)
Białość (tytuł oryginalny: Bardhësi) – albański film fabularny z roku 1986 w reżyserii Besima Kurtiego.

## Opis fabuły
Akcja filmu rozgrywa się współcześnie, w czasie albańskiej "zimy stulecia" w 1985. Walka z klęską żywiołową jest motywem łączącym dwie historie, składające się na ten film. Pierwsza opowiada o młodej dziewczynie z północnej Albanii, która przyjeżdża do Tirany na kurs pielęgniarski i z powodu zimy nie ma możliwości powrotu do rodzinnego domu. Bohaterami drugiej historii są dwaj piloci, którzy pomimo ciężkich warunków pogodowych próbują zrealizować powierzone im zadanie i dotrzeć do jednej z odciętych od świata miejscowości.

## Obsada
- Mario Ashiku jako Xhezair
- Rabije Hyka jako Drita
- Perika Gjezi jako pierwszy pilot
- Benon Laperi jako drugi pilot
- Fitnete Tiço jako żona Xhezaira
- Fane Bita
- Halil Ferhati
- Brunilda Halluni
- Luan Hysa
- Donika Kita
- Benon Lopari
- Gjergj Nako
- Ndrek Shkjezi